# Wayne Gretzky
Wayne Douglas Gretzky, CC (* 26. Januar 1961 in Brantford, Ontario) ist ein ehemaliger kanadischer Eishockeyspieler auf der Position des Centers, der während seiner aktiven Laufbahn von 1979 bis 1999 unter anderem für die Edmonton Oilers, Los Angeles Kings, St. Louis Blues und New York Rangers in der National Hockey League (NHL) spielte. Von einem Großteil der Eishockeyfans und Experten wird er als der beste Eishockeyspieler aller Zeiten angesehen, daher auch sein Spitzname The Great One.
Im Laufe seiner Karriere stellte Gretzky zahlreiche NHL-Rekorde auf, von denen er zum Zeitpunkt seines Karriereendes 61 in der regulären Saison, den Play-offs und All-Star-Games hielt. Seine 2857 Scorerpunkte in der regulären Saison sind unerreicht, während seine 894 Tore im Jahre 2025 von Alexander Owetschkin übertroffen wurden. Insgesamt wurde Gretzky zehnmal mit der Art Ross Trophy als bester Scorer der regulären Saison ausgezeichnet (1981–1987, 1990, 1991 und 1994), davon siebenmal in Folge, was eine weitere Bestmarke darstellt. Mit den Edmonton Oilers gewann er viermal den prestigeträchtigen Stanley Cup und erreichte während seiner Zeit bei den Oilers sowohl die Rekordmarke von 92 Toren in einer regulären Saison als auch die Rekordanzahl von 215 Punkten. Als einziger Spieler in der Geschichte der NHL erzielte er über 200 Scorerpunkte in der regulären Saison, dies gelang ihm vier Mal. Durch seinen Transfer im August 1988 nach Los Angeles veränderte Gretzky die Eishockeylandschaft der Vereinigten Staaten nachhaltig und trug aufgrund seiner Popularität maßgeblich zur NHL-Expansion der 1990er-Jahre in den bis dahin weitestgehend vom professionellen Eishockey unbeachteten südlichen Teil der Vereinigten Staaten bei. Nach seinem Karriereende im Sommer 1999 wurde Gretzky ohne die übliche Wartezeit von drei Jahren noch im selben Jahr in die Hockey Hall of Fame aufgenommen. Darüber hinaus ist er seit Februar 2000 der bislang einzige Spieler in der Geschichte der NHL, dessen Rückennummer – die 99 – ligaweit gesperrt ist und damit an keinen NHL-Spieler mehr vergeben wird.
Der Center vertrat die kanadische Nationalmannschaft bei internationalen Turnieren sowohl auf Junioren- als auch auf Seniorenebene. Als Juniorenspieler errang er mit dem Team Canada eine Bronzemedaille bei der Junioren-Weltmeisterschaft 1978; dasselbe gelang ihm bei der Herren-Weltmeisterschaft 1982. Der Angreifer, der sechs seiner acht Turniere im Nationaltrikot als Topscorer des gesamten Wettbewerbs beendete, errang mit den Kanadiern im Verlauf seiner Karriere insgesamt drei Goldmedaillen beim Canada Cup.
Später wurde er Miteigentümer der Phoenix Coyotes und war von 2005 bis 2009 mit mäßigem Erfolg auch als deren Cheftrainer engagiert. Außerdem fungierte Gretzky in der Funktion als geschäftsführender Direktor beim Dachverband Hockey Canada und gewann in dieser Position mit dem Team Canada bei den Olympischen Winterspielen 2002 in Salt Lake City und beim World Cup of Hockey 2004 die Goldmedaille.

## Spielerkarriere

### Erste Schritte, „The Great Gretzky“

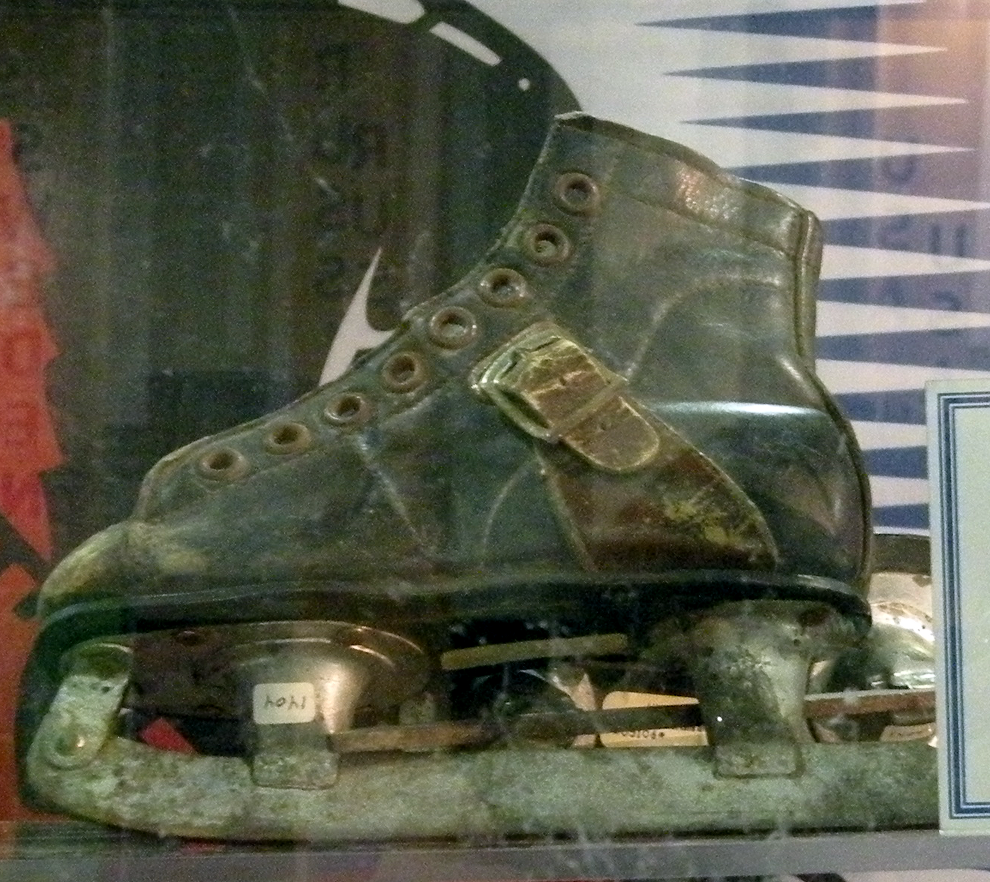
Gretzkys erste eigene Schlittschuhe, ausgestellt in der Hockey Hall of Fame

Wayne Douglas Gretzky wurde am 26. Januar 1961 im kanadischen Brantford in der Provinz Ontario als erstes von fünf Kindern von Walter, dessen Eltern aus Belarus stammten, und Phyllis Gretzky geboren. Als Kind galt er als schüchtern und wortkarg. Anders präsentierte er sich, wenn er sich an sportlichen Aktivitäten beteiligte. Er spielte unter anderem Baseball und Lacrosse und bezeichnet Baseball als seinen Lieblingssport, obwohl er sich früh auf den Eishockeysport konzentrierte. Bereits mit zwei Jahren lernte er das Schlittschuhlaufen auf dem Nith River. Während seiner Kindheit beschäftigte er sich täglich viele Stunden mit Schlittschuhlaufen und Eishockeyspielen. Sein Vater, der im familiären Hinterhof eine Eisbahn errichtet hatte, um seinen Sohn von der Küche aus beim Training beobachten zu können, hielt seine ersten schlittschuhläuferischen Schritte filmisch fest. Diese Aufnahmen befinden sich heute in der Hockey Hall of Fame. Als Fünfjähriger trat er seinem ersten Eishockeyteam bei und spielte fortan für die Nadrofsky Steelers in seiner Geburtsstadt Brantford. Mit der Mannschaft nahm Gretzky am Spielbetrieb der Ontario Minor Hockey Association teil und traf auf bereits neun- und zehnjährige Gegenspieler. Gretzky war durch seine altersbedingte, geringere Größe seinen Gegenspielern in der Liga zwar physisch unterlegen, doch überzeugte er rasch durch sein außergewöhnliches Talent und technische Fähigkeiten. Als Sechsjähriger erzielte der Linksschütze sein erstes Tor, dies war in seiner Premierensaison sein einziger Torerfolg. Die darauffolgende Spielzeit beendete der Angreifer mit 27 Treffern und gewann die Wally Bauer Trophy für denjenigen Spieler, der sich im Vergleich zur vorhergehenden Saison am meisten verbesserte. In den folgenden Jahren steigerte er seine Torausbeute deutlich und erzielte als Siebenjähriger 104 Tore, im Jahr darauf gelangen ihm 196 Torerfolge.
Offiziell war Gretzky erst mit neun Jahren alt genug, um in der Liga zu spielen, doch in der Saison 1971/72 stellte er einen bis heute unerreichten Rekord in der Brantford-Atom-League (Ontario-Schülerliga) auf und erzielte in 85 Spielen 378 Treffer und 139 Torvorlagen. Während dieser Saison hatte er innerhalb von sechs Spielen 50 Tore erzielt. In einem Spiel der Steelers kam er im letzten Drittel aufs Eis, als die Mannschaft mit 0:5 in Rückstand lag. Gretzky schoss innerhalb kurzer Zeit sechs Treffer und schoss das Team damit im Alleingang zum Sieg. Während dieser Zeit begannen Eishockeyfans nach Autogrammen zu fragen, er zog das Interesse mancher Fernsehstationen auf sich und wurde von renommierten Zeitschriften wie Sports Illustrated zu Interviews eingeladen. In der Folge titulierten ihn die Zeitungen bereits als Nachfolger von Bobby Orr, einem der besten Spieler der NHL-Geschichte, und es wurde ihm eine ähnlich erfolgreiche Karriere zugetraut. Gretzky erklärte, dass er „Mr. Hockey“ Gordie Howe als sein einziges Vorbild sehe und in dessen Fußstapfen treten möchte. Dadurch, dass Gretzky bei den Nadrofsky Steelers im Vergleich zu den anderen Spielern eishockeytechnisch so überlegen war, stand er stets sowohl auf als auch neben dem Eis unter Druck. Ein ehemaliger Mannschaftskamerad schilderte, dass Gretzky die Last der Mannschaft zu tragen hatte und von Gegenspielern mit deren Eishockeyschlägern geschlagen wurde. Oftmals wurde er von der Zuschauermenge nach einem Torerfolg ausgebuht. Beifall gab es, wenn der Stürmer von der gegnerischen Mannschaft umgerannt wurde. Darüber hinaus musste er manche Spötteleien über sich ergehen lassen. Dessen ungeachtet erwies er sich stets als mannschaftsdienlicher Spieler und setzte auch oft seine Mitspieler in Szene. 1972 wechselte er innerhalb seiner Geburtsstadt Brantford zu den Turkstra Lumber, bei denen er die folgenden zwei Jahre aktiv war. Nachdem er seine erste Saison im Trikot der Lumber mit einer Bilanz von 105 Treffern abgeschlossen hatte, gelang es dem Linksschützen, seine Trefferanzahl in der folgenden Spielzeit beinahe zu verdoppeln. Im April 1974 nahm er mit der Mannschaft an einem internationalen Turnier im Colisée de Québec in Québec teil. In seiner ersten Begegnung steuerte Gretzky elf Punkte bei, ehe die Mannschaft im Halbfinale ausschied. Gretzky absolvierte ein ausgezeichnetes Turnier und erzielte bei diesem sein 1000. Karrieretor. Die Saison 1974/75 bestritt er im Dress der Brantford Chargon Chargers, für die er 90 Treffer erzielte.

### Murray MacPherson und die Rückennummer 99
Im Alter von 14 Jahren äußerte Gretzky den Wunsch, seine Heimatstadt zu verlassen, da er in Brantford seit längerem zu viel Druck verspürte und unglücklich über die Eifersucht mancher Spieler und deren Eltern war. Es zog ihn nach Toronto zu den Vaughan Nationals, einer unterklassigen Juniorenmannschaft der Junior B. Waynes Eltern hatten vor seinem Umzug nach Toronto eine Vereinbarung mit den Erziehungsberechtigten eines Mitspielers getroffen, bei denen der Stürmer fortan wohnte und nebenbei in der Stadt den Schulunterricht besuchte. Dort spielte der 14-Jährige mit bis zu sechs Jahre älteren Gegenspielern. Während der Saison 1976/77, die Gretzky beim selben Team begonnen hatte, das inzwischen unter dem Namen Seneca Nationals am Spielbetrieb der Metro Junior A Hockey League teilnahm, hatte er seine ersten Einsätze bei den Peterborough Petes in der Ontario Major Junior Hockey League. Der 15-Jährige wurde für drei Spiele als „Notnagel“ eingesetzt und verbuchte drei Torvorlagen. Zur folgenden Saison war der Angreifer berechtigt, von einem Team der kanadischen Top-Juniorenligen gedraftet zu werden. Sein Vater sträubte sich dagegen, da er verhindern wollte, dass sich sein Sohn noch weiter von seiner Geburtsstadt entfernen würde, und führte mit zahlreichen Teams Korrespondenz. Er ließ verlauten, dass sein Sohn sich weigern würde, für ein Team zu spielen, sollte er gedraftet werden. Bei der Veranstaltung wurde Wayne Gretzky in der ersten Runde an dritter Gesamtposition von den Sault Ste. Marie Greyhounds ausgewählt, mit denen Walter keine Korrespondenz geführt hatte. Zunächst weigerten sich beide, in das Engagement bei den Greyhounds einzuwilligen. Erst nachdem Cheftrainer Murray MacPherson dem Stürmer reichlich Einsatzzeit zugesichert und im Falle einer Verletzung oder der Demission aus dem Kader ebenfalls die Zustimmung für die finanzielle Absicherung einer Ausbildung bewilligt hatte, einigten sie sich mit den Gretzkys schließlich auf ein Vertragsverhältnis. Sein Sohn erhielt mit Gus Badali einen Spielerberater und vereinbarte mit diesem und seinem Vater, dass er seinen Wohnsitz fortan nach Sault Ste. Marie verlegen wird.
In der Saison 1977/78 avancierte der Angreifer, welcher in seinem ersten Spiel sechs Tore erzielte, zum Stammspieler bei den Sault Ste. Marie Greyhounds und beendete die reguläre Saison 1977/78 mit 182 Scorerpunkten aus 63 Begegnungen. Dies bedeutete den zweiten Platz in der OMJHL hinter Topscorer Bobby Smith. Zum Saisonende erhielt er die William Hanley Trophy als sportlich fairster Spieler des Jahres und den Emms Family Award als bester Rookie der Spielzeit. Bei den Sault Ste. Marie Greyhounds hegte Gretzky den Wunsch, die Rückennummer 9 zu tragen, da sein Vorbild Gordie Howe während seiner Spielerkarriere mit dieser Nummer aufgelaufen war. Diese trug jedoch bereits sein Mannschaftskamerad Brian Gualazzi, sodass Gretzky die Saison mit der Rückennummer 19 begann. Im Saisonverlauf wechselte er zur Nummer 14, bevor ihm der Cheftrainer der Greyhounds Murray MacPherson vorschlug, fortan die Nummer 99 zu tragen. Gretzky akzeptierte und trug bis zu seinem Karriereende stets dieselbe Rückennummer.

### Einstieg in die World Hockey Association und Transfer nach Edmonton
Da es damals Spielern unter 20 Jahren nicht gestattet war, am Spielbetrieb der National Hockey League teilzunehmen, nutzten die Indianapolis Racers aus der World Hockey Association die Gelegenheit, den Stürmer zur Vertragsunterschrift zu bewegen. Anders als in der National Hockey League war im Regelwerk der World Hockey Association keine Altersbeschränkung verankert, weshalb Gretzky als 17-Jähriger zur Saison 1978/79 von den Indianapolis Racers unter Vertrag genommen wurde. Er unterschrieb einen Kontrakt mit vier Jahren Laufzeit und einer Gesamtsumme von 875.000 US-Dollar. Experten mutmaßten, dass er in der WHA einer Überbelastung entgegensehen würde, da der Kanadier insbesondere physisch nicht mit anderen Spielern mithalten würde. Bei den Indianapolis Racers spielte Gretzky in einer Angriffsreihe gemeinsam mit Angelo Moretto und Kevin Nugent; hierbei erzielte der Mittelstürmer am 20. Oktober 1978 gegen die Edmonton Oilers sein erstes Tor in der World Hockey Association. Sein Engagement bei den Indianapolis Racers endete nach acht Begegnungen, in denen der Stürmer drei Treffer und drei Torvorlagen beisteuerte. Im November 1978 entschied sich Nelson Skalbania, der Besitzer der finanziell angeschlagenen Franchise, Gretzky gemeinsam mit Eddie Mio und Peter Driscoll für 850.000 Dollar an die Edmonton Oilers zu verkaufen. Einen Tag nach seinem Transfer nach Edmonton absolvierte der Offensivakteur unter Cheftrainer Glen Sather sein erstes Spiel in der WHA für die Oilers und erzielte in diesem einen Treffer gegen die Winnipeg Jets. Der Umstand, dass sich Gretzky bei den Oilers schnell zurechtfand, durch konstante Leistungen überzeugte und der Stürmer als lohnende Investition betrachtet wurde, führte noch in derselben Saison zu einem deutlichen Anstieg der Zuschauerresonanz in Edmonton. Während der gleichen Spielzeit war er einer der Teilnehmer am WHA All-Star Game und lief bei diesem in einer Reihe mit Gordie Howe, dem Idol seiner Kindheit, aufs Eis. Seine Rookiesaison in der World Hockey Association beendete Gretzky mit einer Bilanz von 46 Toren, 64 Torvorlagen und 110 Punkten. Als bester Neuling des Jahres wurde er mit der Lou Kaplan Trophy ausgezeichnet und ins Second All-Star Team der Liga gewählt. In den Playoffs um die Avco World Trophy war Gretzky mit 20 Punkten der beste Scorer und erreichte mit den Oilers die Finalserie, die in sechs Begegnungen gegen die Winnipeg Jets verloren wurde.
Die National Hockey League versuchte hartnäckig, Gretzky in ihre Liga zu locken, da sie durch sein Engagement von einer steigenden Zuschauerresonanz profitieren würde. Obwohl in der NHL die in der Regel zahlungskräftigeren Teams deutlich mehr an Gehaltskosten als die Mehrzahl der WHA-Teams aufwandten, standen die Edmonton Oilers finanziell relativ stabil da. An seinem 18. Geburtstag unterzeichnete der Stürmer einen neuen Kontrakt bei den Oilers mit einer Laufzeit von zehn Jahren mit der Option um Verlängerung um weitere zehn Jahre. Die NHL reagierte auf dieses Ereignis und entschied, dass das Franchise nach der Auflösung der WHA zur Saison 1979/80 in die National Hockey League aufgenommen wird.

### NHL-Jahre im Trikot der Edmonton Oilers

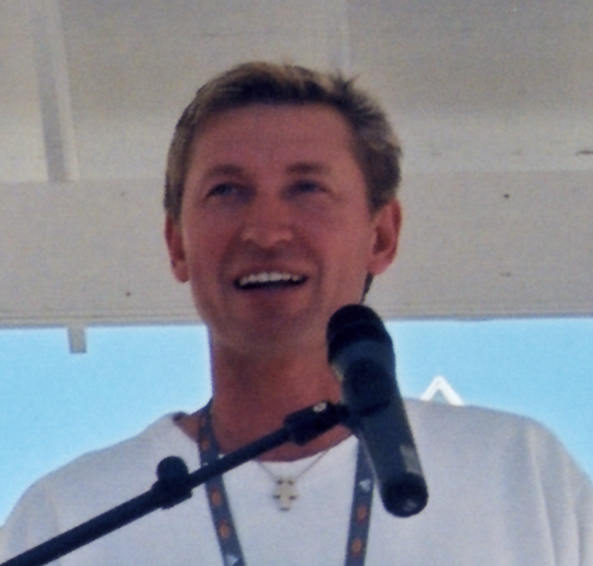
Gretzky bei einer Rede während der Leichtathletik-Weltmeisterschaften 2001

Vor Beginn der Saison 1979/80 hatten sich die Edmonton Oilers beim NHL Entry Draft 1979 die Rechte an Akteuren wie Kevin Lowe und Mark Messier gesichert. Das Trio Gretzky, Lowe und Messier harmonierte rasch sowohl auf als auch neben dem Eis und bildete den Mannschaftskern der erfolgreichen Oilers-Mannschaft der 80er. Bei seinem NHL-Debüt am 10. Oktober 1979 in der Auswärtspartie bei den Chicago Black Hawks verbuchte Gretzky seinen ersten Assist, als sein Mannschaftskamerad Kevin Lowe das Zuspiel des Angreifers zum ersten NHL-Treffer in der Historie der Edmonton Oilers verwertete. Vier Tage darauf gelang Gretzky sein erster Torerfolg in der National Hockey League, als er während einer Überzahlsituation Glen Hanlon im Tor der Vancouver Canucks bezwang. Im Verlauf derselben Spielzeit, am 15. Februar 1980, erzielte der Offensivakteur sieben Torvorlagen in einem NHL-Spiel gegen die Montréal Canadiens und damit einen neuen Ligarekord in dieser Kategorie. Seine Debütsaison beendete er mit 51 Toren in der regulären Saison und wurde dadurch mit einem Alter von 19 Jahren und zwei Monaten der jüngste Spieler in der NHL-Geschichte, dem mindestens 50 Saisontore gelangen. Da er während der vorhergehenden Saison in der World Hockey Association gespielt hatte, entschied die NHL, dass der Kanadier nicht als Neuprofi angesehen werden konnte und es blieb ihm dementsprechend der Gewinn der Calder Memorial Trophy als bester Neuling der Liga verwehrt. In den Playoffs scheiterten die Edmonton Oilers in der ersten Runde in drei Partien gegen die Philadelphia Flyers.
Seine 137 erzielten Punkte in der regulären Saison waren zwar gemeinsam mit Marcel Dionne von den Los Angeles Kings die meisten der Spielzeit. Da Dionne jedoch 53 Treffer und somit zwei Tore mehr als Gretzky erzielt hatte, sicherte sich der Mittelstürmer der Los Angeles Kings die Art Ross Trophy für den besten Scorer. Dessen ungeachtet erhielt Gretzky zum Saisonende bei den NHL Awards, der jährlichen Preisverleihung der Liga, neben der Hart Memorial Trophy als wertvollster Spieler auch die Lady Byng Memorial Trophy verliehen, welche ihm für seinen hohen sportlichen Standard und vorbildliches Verhalten auf und neben dem Eis überreicht wurde. Vor Beginn der Saison 1980/81 verstärkte Cheftrainer Glen Sather die Mannschaft unter anderem durch die Neuzugänge von Paul Coffey und Jari Kurri, die es Gretzky dadurch ermöglichten, vermehrt seine Spielmacherqualitäten im Trikot der Oilers auszuspielen. Die reguläre Saison 1980/81 beendete der Stürmer als Topscorer der Liga mit 164 Punkten, wofür er mit seinen 109 Assists die Grundlage gelegt hatte. Beides waren neue Ligarekorde und Gretzky löste die vorherigen Führenden Bobby Orr (102 Vorlagen) und Phil Esposito (152 Punkte) in dieser Statistik ab.
In der ersten Runde der Playoffs trafen die Edmonton Oilers auf die favorisierten Montréal Canadiens. Die erste Begegnung der Serie entschieden die Oilers für sich, wobei Gretzky mit fünf Torvorlagen am Erfolg beteiligt war. Durch zwei weitere Siege der Oilers gelang dem Team ein Sweep über die Habs, was damals als eine der größten Überraschungen der NHL-Geschichte galt. Das Zweitrunden-Duell gegen die New York Islanders, die punktbeste Mannschaft der regulären Saison, wurde mit 2:4-Siegen verloren. Bei der jährlichen Preisverleihung, den NHL Awards, wurde Gretzky 1981 neben der Ehrung als wertvollster Akteur mit der Hart Memorial Trophy erstmals in seiner Laufbahn mit der Art Ross Trophy als erfolgreichster Punktesammler der Saison ausgezeichnet; dasselbe sollte ihm auch in den folgenden sechs Spielzeiten gelingen. Vor Beginn der Saison 1981/82 hatten in der NHL-Historie lediglich zwei Spieler den Meilenstein 50 Tore in 50 Spielen erreicht: Maurice „Rocket“ Richard in der Spielzeit 1944/45 und Mike Bossy im Verlauf des Spieljahres 1980/81. Allerdings war es bislang keinem Akteur gelungen, die Marke von 50 Treffern vor dem 50. Saisonspiel zu erreichen. Gretzky hatte nach 38 Partien bereits 45 Tore auf dem Konto. In der 39. Saisonpartie, am 30. Dezember 1981 gegen die Philadelphia Flyers, erzielte der Stürmer fünf Tore beim 7:5-Sieg über die Flyers und traf kurz vor Spielende mit einem Schuss ins leere Philadelphia-Tor (ein sogenanntes Empty Net Goal) zum rekordbringenden 50. Saisontreffer.
In derselben Saison erreichte der Kanadier weitere persönliche Meilensteine. Unter anderem verbuchte er als einziger Akteur der NHL-Geschichte den 200. Scorerpunkt in einer Saison, erzielte die Rekordmarke von 92 Toren in der regulären Saison und beendete die Spielzeit mit 212 Punkten souverän als bester Punktesammler der Liga. In der ersten Runde der Playoffs traf die Mannschaft um Gretzky als klare Favoriten auf die Los Angeles Kings. Aufgrund einer unzureichenden Defensivleistung der Oilers – die erste Begegnung hatte das Team mit 8:10 in Edmonton verloren – wurde die Serie mit 2:3-Siegen verloren. Nach Abschluss der Saison 1981/82 gewann der Angreifer erneut mehrere individuelle Trophäen und es wurde ihm außerdem erstmals der Lester B. Pearson Award von der Spielergewerkschaft National Hockey League Players’ Association als wertvollster Spieler der Saison verliehen. Nach dem frühzeitigen Scheitern in den Playoffs reagierte Cheftrainer Glen Sather zur Saison 1982/83 auf die zunehmende Kritik an der Spielweise der Oilers, welche direkt mit Wayne Gretzky zusammenhing. Dessen Scorerqualitäten hatten maßgeblichen Anteil, dass die Mannschaft ligaweit die meisten Tore erzielte, allerdings auch zu regelmäßigen Fehlern im Defensivspiel führte, welche dadurch zu oftmals relativ torreichen NHL-Spielen führten. Sather entschied daraufhin, die Einsatzzeit des Angreifers pro Partie um mehrere Minuten zu reduzieren, um für ein ausgewogeneres Offensiv- und Defensivspiel zu sorgen. Zum Jahresende 1982 wurden seine Leistungen von Associated Press mit der Auszeichnung Associated Press Athlete of the Year gewürdigt und auch die US-amerikanische Sportzeitschrift Sports Illustrated zeichnete ihn als Sportler des Jahres aus. Beim 35. NHL All-Star Game im Februar 1983 – das vierte in Folge, an dem Gretzky teilgenommen hatte – schoss er im letzten Drittel der Begegnung vier Tore für die Auswahlmannschaft der Campbell Conference gegen die Prince of Wales Conference und wurde anschließend erstmals zum wertvollsten Akteur des NHL All-Star Games gewählt.
In den Playoffs der Saison 1982/83 trafen die Edmonton Oilers in der Finalserie um den Stanley Cup auf die erfahreneren New York Islanders und unterlagen diesen in vier Partien. Zur Spielzeit 1983/84 entfernte der bisherige Mannschaftskapitän der Oilers, Verteidiger Lee Fogolin, das „C“ von seinem Trikot und übergab es Wayne Gretzky. Fogolin erklärte, dass Gretzky es aufgrund seiner herausragenden Leistungen im Dress der Edmonton Oilers verdiene, das „C“ auf der Brust zu tragen und als Führungsspieler die Mannschaft auf dem Eis zu führen. Im Verlauf seiner ersten Saison in der Funktion als Mannschaftskapitän erreichte der Stürmer weitere Rekorde und Meilensteine in seiner Laufbahn und erzielte in 51 NHL-Spielen in Folge mindestens einen Scorerpunkt. Während dieser Rekordserie verbuchte der Kanadier insgesamt 61 Tore und 92 Assists. Außerdem überzeugte er ebenfalls im Unterzahlspiel der Oilers mit Effektivität und erzielte zwölf Unterzahltore in der regulären Saison. Abermals beendete er die reguläre Saison mit deutlichem Vorsprung als bester Punktesammler der Liga und übertraf mit 205 Zählern zum zweiten Mal in seiner Karriere die 200-Punkte-Marke. Wie in der vorhergehenden Spielzeit erreichten die Edmonton Oilers die Finalserie um den Stanley Cup und trafen erneut auf die New York Islanders. Nach vier Spielen führten die Oilers mit 3:1-Siegen und benötigten noch einen Erfolg, um sich erstmals die Trophäe zu sichern. Die entscheidende fünfte Begegnung in Edmonton gewannen die Gastgeber mit 5:2, wobei Gretzky mit den ersten beiden Treffern den Grundstein zu diesem Erfolg gelegt hatte. Als Mannschaftskapitän war er berechtigt, als erster Akteur die Trophäe, überreicht durch NHL-Präsident John Ziegler, in die Höhe zu stemmen, und war ebenfalls die erste Persönlichkeit, die 1984 auf dem Siegerpokal eingraviert wurde. Der Stürmer bezeichnete später den Gewinn des ersten Stanley Cups mit den Edmonton Oilers als den „größten Augenblick“ seiner Laufbahn.
Auch in der folgenden Saison galten die Edmonton Oilers als Favoriten auf den Stanley-Cup-Sieg, und es wurde prophezeit, dass die Mannschaft eine neue Dynastie beginnen würde, nachdem sie die Dominanz der New York Islanders gebrochen hatte, welche sich zuvor vier Mal in Folge die Siegertrophäe gesichert hatten. Gretzky unterstrich seine weiterhin unangetastete spielerische Dominanz auf dem Eis und erzielte im Dezember 1984 bei einem Spiel gegen die Los Angeles Kings sechs Punkte. Mit einer Torvorlage im ersten Drittel, die Mannschaftskamerad Mike Krushelnyski verwertete, erreichte Gretzky als 18. Akteur der NHL-Historie die Marke von 1000 Punkten. Für diesen Meilenstein benötigte der Stürmer lediglich 424 NHL-Spiele, der vorherige Rekordhalter Guy Lafleur hatte bis zum Erreichen derselben Anzahl Punkte 720 Partien absolviert. Die reguläre Saison 1984/85 beendete der Stürmer mit der Rekordzahl von 135 Torvorlagen und wurde mit 208 Punkten abermals Topscorer. Die Edmonton Oilers schafften erneut den Einzug in die Stanley-Cup-Finals und trafen auf die Philadelphia Flyers, welche einen physisch dominierenden Spielstil prägten. Nach einer Niederlage im ersten Spiel der Serie gewannen die Oilers durch vier Siege in Folge zum zweiten Mal den Stanley Cup. Mit 17 Treffern und 30 Assists in den Playoffs war der Angreifer entscheidend an diesem Erfolg beteiligt und wurde im Anschluss erstmals in seiner Laufbahn mit der Conn Smythe Trophy als wertvollster Akteur der Endrunde ausgezeichnet.
In der darauffolgenden Spielzeit stellte der Kanadier mit 215 Punkten in der regulären Saison seinen Karriererekord als bislang bester Punktesammler auf, wobei allein seine 163 Vorlagen für den Titel des Topscorers ausgereicht hätten. Zum siebten Mal in Folge wurde ihm die Hart Memorial Trophy als bestem Spieler der regulären Saison überreicht – so oft wie keinem anderen Akteur in der NHL-Geschichte. In den Playoffs scheiterte die Mannschaft in der zweiten Runde mit 3:4-Siegen in der Serie gegen die Calgary Flames. Im November 1986 erzielte der Angreifer mit einem Treffer gegen die Vancouver Canucks sein 500. NHL-Tor in der regulären Saison und wurde der 13. Akteur der Ligageschichte, der diesen Meilenstein erreichte. Gleichzeitig war er mit 575 absolvierten Partien der Spieler, der die wenigste Anzahl an Spielen bis zum Erreichen des Meilensteins benötigte. 1987 und 1988 gewann er mit den Edmonton Oilers zwei weitere Male den Stanley Cup und wurde 1988 außerdem als wertvollster Spieler der Playoffs mit der Conn Smythe Trophy geehrt.

### Transfer nach Los Angeles, Auswirkungen auf die National Hockey League und weiterer Werdegang
Noch bevor die Edmonton Oilers im Mai 1988 den vierten Stanley Cup innerhalb von fünf Jahren errangen, nahm Team-Besitzer Peter Pocklington Verhandlungen mit interessierten NHL-Teams auf, um einen möglichen Gretzky-Tauschhandel zu besprechen. Die Oilers hatten ungeachtet ihrer großen sportlichen Erfolge finanzielle Schwierigkeiten und Pocklington bemühte sich auf diesem Weg die wirtschaftliche Situation zu stabilisieren. Am 9. August 1988 wurde schließlich ein sogenannter „Blockbuster-Deal“ mit den Los Angeles Kings verkündet, welches als einer der größten Transfergeschäfte der Sport-Historie gilt. Die Oilers gaben gemeinsam mit Gretzky auch dessen Mannschaftskameraden Marty McSorley und Mike Krushelnyski an die Los Angeles Kings ab, während Jimmy Carson, Martin Gélinas, 15 Millionen US-Dollar und die Erstrunden-Wahlrechte im NHL Entry Draft der Kings aus den Jahren 1989, 1991 und 1993 nach Edmonton transferiert wurden. Kurze Zeit nach Bekanntgabe des Transfers wurde gemunkelt, dass Gretzky auf eigenen Wunsch um einen Tauschhandel gebeten habe und sich geweigert hätte, ein neues Arbeitspapier in Edmonton zu unterzeichnen. Diese Annahme wurde dadurch gestärkt, dass sich seine Frau Janet Jones einen Wechsel nach Los Angeles gewünscht habe, um ihre Schauspielkarriere in Hollywood zu begünstigen. Gretzky bestritt jedoch stets, dass seine Frau in den Transfer nach Los Angeles in irgendeiner Form involviert gewesen sei.
Der Tauschhandel wirkte sich nachhaltig auf Los Angeles und die gesamte National Hockey League aus. Die Kings, welche bislang im Schatten der Los Angeles Lakers aus der National Basketball Association und des Major-League-Baseball-Teams Los Angeles Dodgers gestanden hatten, profitierten dank Gretzkys Engagement von steigenden Zuschauerzahlen. Während die Anzahl verkaufter Saisonkarten innerhalb von zwei Jahren um das Dreifache stieg, nahm der Zuschauerzuspruch im Great Western Forum von durchschnittlich 12.000 Besuchern um rund 3.000 Zuschauer pro Heimspiel zu. Zu Beginn der 1990er Jahre war das Zuschauerinteresse so groß, dass das rund 16.000 Plätze fassende Great Western Forum in beinahe jedem Heimspiel der Los Angeles Kings vollständig belegt war. Auch die National Hockey League war bemüht aus Gretzkys Popularität Kapital zu schlagen und plante, die Liga um mehrere Teams zu erweitern und diese primär in den Südstaaten der Vereinigten Staaten anzusiedeln, die traditionell keine Eishockey-Märkte waren und wo das Interesse am professionellen Eishockeysport bis dato als bescheiden galt. In Kalifornien erhielten die Los Angeles Kings während dieser Zeit mit den San Jose Sharks und den Mighty Ducks of Anaheim Konkurrenz. Aus der Süderweiterung gingen während dieser Zeit die Tampa Bay Lightning, Florida Panthers, Dallas Stars und Phoenix Coyotes hervor. Ebenfalls hatte der Gretzky-Tauschhandel maßgeblichen Einfluss auf die Internationalisierung der Liga. So nahm die Anzahl der US-amerikanischen und europäischen Akteure in der National Hockey League innerhalb weniger Jahre stark zu, wobei die überwiegende Mehrheit der professionellen Spieler weiterhin aus dem Mutterland des Eishockeys Kanada stammte. Bis 1998 war die Anzahl der US-Amerikaner in der Liga auf 16 Prozent angestiegen, während die Kanadier mit 61 Prozent weiterhin die klare Mehrheit bildeten. Auf russische Akteure entfielen rund sechs Prozent, während die Tschechen und Schweden mit jeweils rund fünf Prozent zu Buche schlugen.
Während seiner ersten Saison im Trikot der Los Angeles Kings fungierte Gretzky in der Funktion des Assistenzkapitäns. In seiner Debütsaison agierte Gretzky zeitweise gemeinsam mit Bernie Nicholls in einer Angriffsreihe, der daraufhin die statistisch beste Saison seiner Laufbahn absolvierte. Gretzkys übliche Sturmpartner in seiner ersten Saison im Trikot der Los Angeles Kings waren Mike Allison und Mike Krushelnyski, mit dem er zuvor erfolgreich in Edmonton gespielt hatte. Sein NHL-Debüt in „Hockeywood“ zur Saison 1988/89 gab der Stürmer in einer Partie gegen die Detroit Red Wings und steuerte ein Tor und drei Assists zum Sieg bei. Mit vier Siegen zum Saisonauftakt gelang den Los Angeles Kings der bis dato beste Saisonstart in der Team-Historie. Rund zwei Wochen nach dem Saisonstart kehrte der Stürmer erstmals seit seinem „Blockbuster-Deal“ nach Edmonton zurück, diesmal im Dress der Los Angeles Kings. Als der Angreifer im Heimstadion der Oilers die Eisfläche betrat, wurde er mit stehenden Ovationen begrüßt. Die Edmonton Oilers gewannen diese Begegnung mit 8:6 gegen die Los Angeles Kings. Angeführt von Wayne Gretzky stach die Mannschaft durch ihr produktives Offensivspiel heraus und führte ligaweit die Torstatistik mit den meisten erzielten Saisontreffern an. Gretzky, der neue Mannschaftsrekorde mit 114 Torvorlagen und 168 Punkten in der regulären Saison aufstellte, erhielt zum neunten Mal in seiner Laufbahn die Hart Memorial Trophy als wertvollster Akteur, obwohl Mario Lemieux von den Pittsburgh Penguins mit 85 Toren und 114 Assists eine herausragende Saison absolviert hatte und lediglich um einen Zähler an der 200-Punkte-Marke gescheitert war. In den Playoffs unterlagen die Kings in der zweiten Runde in vier Partien dem späteren Stanley-Cup-Sieger Calgary Flames.
Zur Saison 1989/90 löste Gretzky den bisherigen Mannschaftskapitän Dave Taylor als Anführer der Los Angeles Kings ab. Im Verlauf dieser Spielzeit realisierte er einen weiteren Meilenstein in seiner Laufbahn und übertraf am 15. Oktober 1989 im Auswärtsspiel bei den Edmonton Oilers den bisherigen Führenden der ewigen NHL-Scorerliste – sein Kindheitsidol Gordie Howe – als der Stürmer im letzten Drittel der Begegnung mit einem Rückhandschuss ins Tor der Oilers traf und dadurch seinen 1851. Karrierepunkt während der regulären Saison verbuchte. Gordie Howe hatte im Verlauf seiner Laufbahn 1767 NHL-Spiele während der regulären Saison absolviert; Gretzky schaffte es jedoch innerhalb von lediglich 780 Partien dessen Punktemarke zu übertreffen. Howe, der ebenso wie Gretzkys Vater und Waynes Frau Janet Jones als einer der Besucher im Northlands Coliseum anwesend war, bezeichnete es als „wahre Ehre, meinen Rekord von einem Mann wie Wayne Gretzky gebrochen zu haben“. Im selben Spiel erhöhte der Stürmer durch einen Treffer in der Verlängerung sein Punktekonto auf 1852 Zähler.

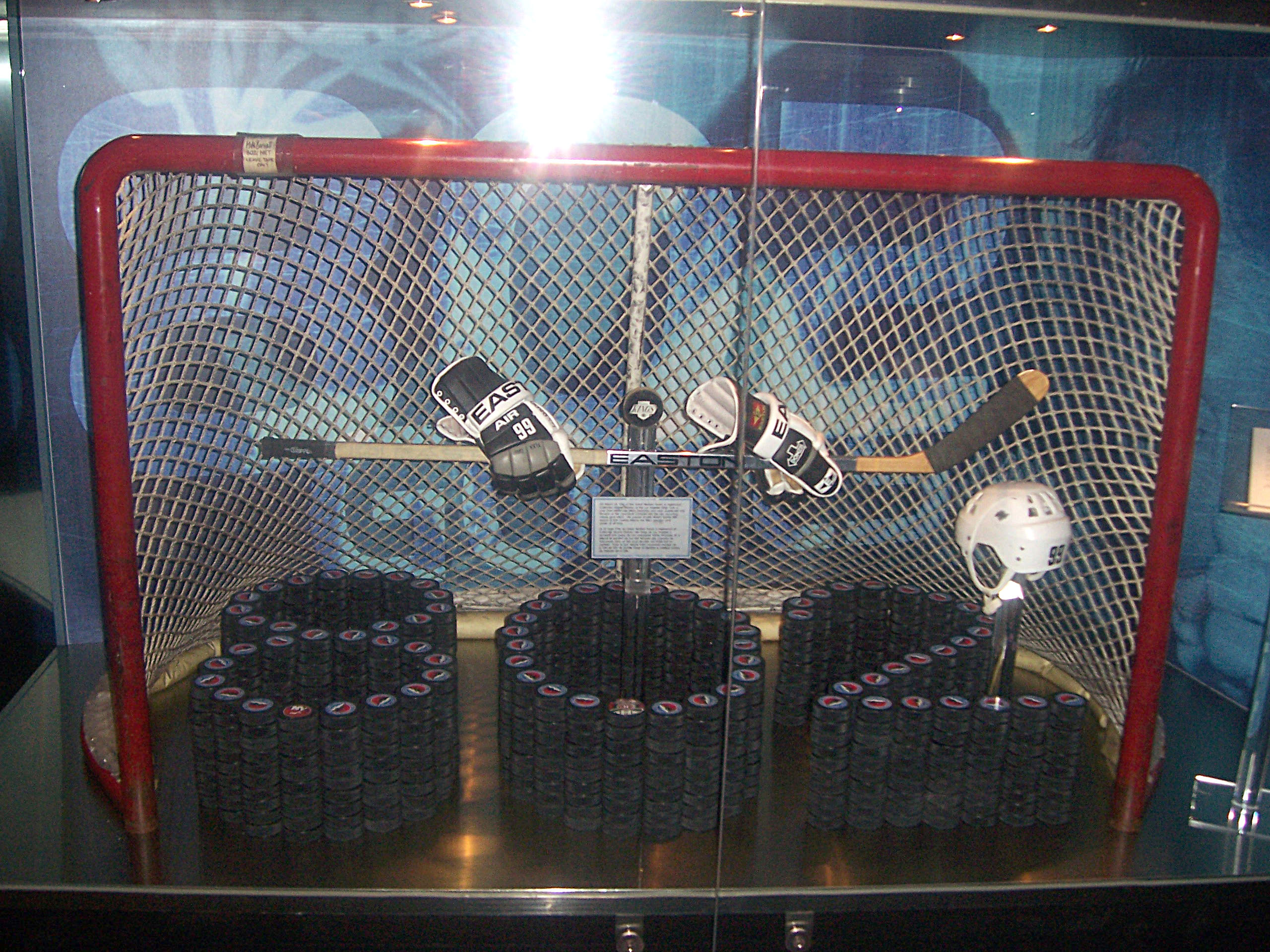
802 Tore – Ehrung in der Hockey Hall of Fame

Gretzky beendete seine ersten vier Spielzeiten im Trikot der Los Angeles Kings jeweils als punktbester Spieler der Mannschaft, obwohl bereits vor Vollendung seines 30. Lebensjahres starke physische Abnutzungserscheinungen des Kanadiers auffällig geworden waren. In der Zeit bei den Kings gewann er außerdem drei Mal die Art Ross Trophy als bester Scorer. Im Verlauf der Saison 1992/93, in der er mit einem Gehalt von rund drei Millionen US-Dollar nach Eric Lindros (3,5 Millionen) der zweitbestbezahlte Spieler der NHL war, absolvierte der Stürmer verletzungsbedingt lediglich 45 Partien in der regulären Saison, nachdem er zwischenzeitlich für 39 Begegnungen aufgrund eines Bandscheibenvorfalls spieluntauglich gewesen war. In den Playoffs knüpfte er nahtlos an seine früheren Leistungen an und hatte mit insgesamt 40 Punkten in 24 Spielen – der viertbeste Wert in der NHL-Historie – maßgeblichen Anteil daran, dass die Los Angeles Kings erstmals die Stanley-Cup-Finalserie erreichten. Nach einem Sieg in der ersten Begegnung unterlag die Mannschaft in den folgenden vier Partien den Montréal Canadiens, sodass Gretzky ein möglicher fünfter Stanley-Cup-Sieg verwehrt blieb. Dieser Fehlschlag führte dazu, dass er daraufhin erstmals den Rücktritt vom aktiven Eishockeysport in Erwägung zog, diese Pläne allerdings kurze Zeit später wieder verwarf.
In der darauffolgenden Spielzeit 1993/94 peilte Gretzky den letzten großen NHL-Rekord in seiner Karriere an, um Gordie Howe’s Rekordmarke von 801 Toren in der regulären Saison zu übertreffen. Es folgte ein schwieriger Saisonstart, da zahlreiche private Angelegenheiten den Angreifer davon abhielten, auf höchstem Niveau zu agieren. Nachdem sein Haus im Januar 1994 von einem Erdbeben beschädigt worden war, starb kurze Zeit später sein Freund und Geschäftspartner John Candy an einem Herzinfarkt. Zwischenzeitlich hatte der Kanadier in sieben NHL-Spielen lediglich einen Punkt erzielt. Schließlich gelang es ihm dennoch am 23. März 1994, in einem Spiel gegen die Vancouver Canucks, Howes Rekord zu brechen und seinen 802. NHL-Treffer zu verbuchen. Wie bei seinem letzten großen Rekord-Spiel wurde die Begegnung von den Offiziellen unterbrochen und seine Familie folgte ihm auf das Eis, um diesen Bestwert zu feiern. Fans jubelten und feierten gemeinsam mit ihm. Obwohl die Los Angeles Kings in dieser Saison schlussendlich die Playoffs verpassten, war Gretzky mit 130 Scorerpunkten – davon 92 Assists – abermals bester Punktesammler der Liga.
In einer Anfang Juli 1994 veröffentlichten Gehaltsrangliste war Gretzky Topverdiener in der NHL mit einem Jahresgehalt von 8,366 Millionen US-Dollar, die Plätze zwei und drei belegten Mario Lemieux (6 Millionen) und Pawel Bure (5 Millionen). Die Saison 1994/95 begann mit einem 103-tägigen Lockout, da sich die Teambesitzer und die Spielergewerkschaft National Hockey League Players’ Association nicht über die Erneuerung des NHL Collective Bargaining Agreement einigen konnten. Alle 38 Interkonferenzspiele fielen deswegen aus und die reguläre Saison wurde auf 48 Spiele verkürzt ausgetragen. Gretzky nutzte die Zeit und organisierte ein eigenes Team, das er Ninety-Nine All-Stars nannte, um Freundschaftsspiele gegen Mannschaften aus anderen Ländern auszutragen. Die Tour stellte nicht nur eine gute Möglichkeit dar, um in Form zu bleiben. Sie erlangte ebenfalls große Popularität in Europa. Die Lockout-Saison verlief für die Los Angeles Kings dagegen erfolglos, das Team gewann lediglich 16 von 48 Partien und verfehlte knapp die Qualifikation für die Endrunde. Gretzky absolvierte mit 48 erzielten Scorerpunkten in ebenso vielen Spielen die punktschlechteste NHL-Saison seiner Karriere.
Die darauffolgende Spielzeit 1995/96 verlief für den Kanadier zwar etwas besser, doch die Los Angeles Kings drohten abermals die Playoffs zu verpassen. Zum Saisonende wäre der Stürmer als Free Agent verfügbar gewesen, und da sich seine Laufbahn dem Ende zuneigen sollte, hegte er den Wunsch, nochmals zu einem Team transferiert zu werden, welches realistische Chancen auf den Gewinn des Stanley Cups haben sollte. Da die Los Angeles Kings erkannten, dass Gretzky kaum einer Vertragsverlängerung zustimmen würde, entschieden sie sich ihn in einem Tauschhandel abzugeben.

### Transfer nach St. Louis und Engagement bei den New York Rangers

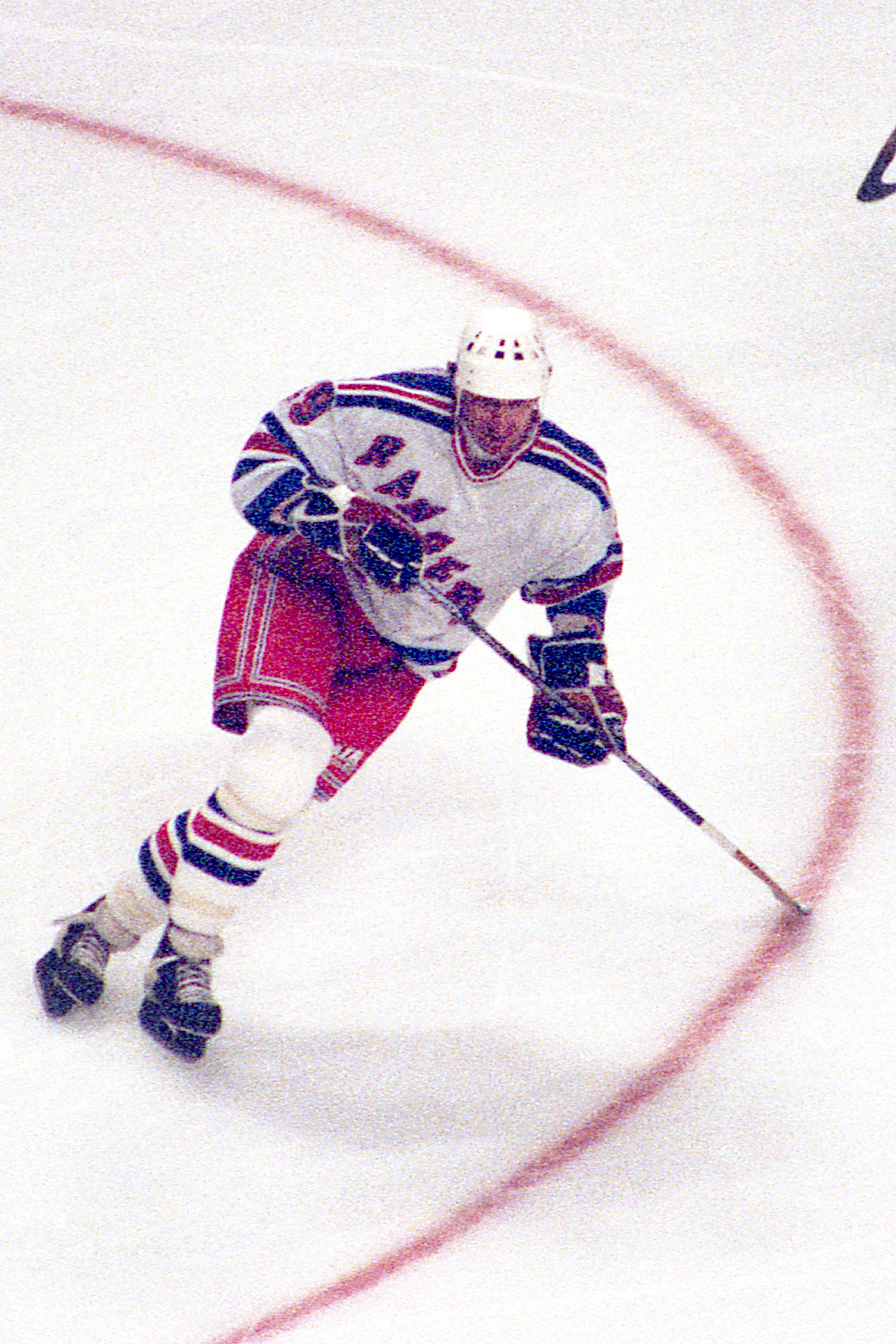
Wayne Gretzky im Trikot der NY Rangers

Am 27. Februar 1996 transferierten ihn die Kings im Austausch für die Stürmer Craig Johnson, Roman Vopat, Patrice Tardif sowie ein Erstrunden-Wahlrecht im NHL Entry Draft 1997 und ein Fünftrunden-Wahlrecht im NHL Entry Draft 1996 zu den St. Louis Blues. Dieser Transfer wurde als relativ überraschend eingestuft, da allgemein davon ausgegangen worden war, dass Gretzky zu den New York Rangers transferiert würde, um dort mit seinem ehemaligen Teamkameraden Mark Messier in einem Team zu spielen. In St. Louis folgte, wie bereits zuvor in Edmonton und Los Angeles, seine Beförderung zum Mannschaftskapitän. In der NHL-Geschichte hatte zuvor lediglich Mittelstürmer Terry Ruskowski, der für die Chicago Blackhawks, Los Angeles Kings und Pittsburgh Penguins als Mannschaftsführer aufs Eis gelaufen war, bei drei verschiedenen NHL-Teams das Kapitänsamt ausgefüllt. Im Trikot der Blues bildete Gretzky eine Angriffsreihe mit Brett Hull und Shayne Corson. In seinem zweiten Spiel für die St. Louis Blues wurde er von Kelly Buchberger per Ellenbogenschlag am Kopf getroffen, wodurch er eine leichte Gehirnerschütterung erlitt. Schlussendlich gelang im Dress der St. Louis Blues die Qualifikation für die Playoffs, in denen die Mannschaft in der ersten Runde die Toronto Maple Leafs besiegte und in den Conference-Halbfinals den Detroit Red Wings in sieben Spielen unterlag. Nachdem die entscheidende siebte Begegnung aufgrund eines Tores in der zweiten Verlängerung mit einer 0:1-Niederlage geendet hatte, wurde Gretzky von den Medien für das Ausscheiden aus der Endrunde stark kritisiert. Anschließend entschied sich der Offensivakteur, der als freier Spieler verfügbar wurde, die Mannschaft zum Saisonende zu verlassen.
Für die St. Louis Blues absolvierte Gretzky lediglich 31 NHL-Spiele, ehe er am 22. Juli 1996 als Free Agent einen Vertrag mit zwei Jahren Laufzeit bei den New York Rangers unterzeichnete. Die Aussicht, erneut um den Stanley Cup mitzuspielen und mit seinem ehemaligen Teamkameraden Mark Messier zu agieren, hatte für Gretzky schließlich den Ausschlag gegeben, den Kontrakt bei den New York Rangers zu unterzeichnen. Glen Sather, ehemaliger Cheftrainer der Edmonton Oilers, beschrieb die beiden als „Brüder, welche sich seit sehr langer Zeit nicht mehr gesehen hatten“. In seiner ersten Saison mit den Rangers 1996/97 war Gretzky gemeinsam mit Messier einer der Führungsspieler der Blueshirts, wobei Gretzky insbesondere als Vorlagengeber in Erscheinung trat und mit 72 Vorlagen, gleichauf mit Pittsburgh-Stürmer Mario Lemieux, die meisten Tore der Liga vorbereitete. In den Playoffs scheiterte die Mannschaft in den Conference Finals an den Philadelphia Flyers.
Nach Saisonende verließ Mark Messier die New York Rangers als Free Agent und unterzeichnete einen Vertrag bei den Vancouver Canucks. Messier war einer der Hauptgründe gewesen, weshalb Gretzky zu den New York Rangers gewechselt war. Dieser hatte einen Teil der Aufmerksamkeit von ihm genommen, nachdem Gretzky nicht wie noch in den 1980er Jahren der erfolgreiche Scorer gewesen war. Obwohl er nicht Mannschaftskapitän der New York Rangers war, wurde er weiterhin als treibende Kraft hinter dem Erfolg oder Misserfolg der Rangers angesehen. Es folgten zwei unauffällige Saisons, sodass sowohl das Team als auch Gretzky in die Kritik gerieten und als zu alt eingeschätzt wurden. Sein Problem auf dem Eis war die fehlende Unterstützung seitens der Mitspieler, und dass er sich nicht mehr auf seine Geschwindigkeit verlassen konnte, während das Passspiel des Kanadiers weiterhin als einwandfrei galt. Während dieser Zeit kamen vermehrt Gerüchte über ein nahendes Karriereende des Ausnahmekönners auf. Am 15. April 1999 bestritt er seine letzte Partie auf kanadischem Eis, ein Auswärtsspiel bei den Ottawa Senators. Am darauffolgenden Tag verkündete Gretzky schließlich das Ende seiner Sportlerkarriere. Es war eine tränenreiche Pressekonferenz, welche an die Bekanntgabe des Los-Angeles-Kings-Transfers im Jahr 1988 erinnerte. Sein letztes Spiel absolvierte er gegen die Pittsburgh Penguins, welches die Rangers durch ein Tor in der Verlängerung verloren. Nach Spielende nutzte Gretzky die Gelegenheit, um nochmals zu unterstreichen, dass Mark Messier der beste Spieler gewesen sei, mit dem er in einer Mannschaft agiert habe. Als besten Gegenspieler seiner Laufbahn bezeichnete er Mario Lemieux, genannt Le Magnifique, den langjährigen Mannschaftskapitän der Pittsburgh Penguins und einer der besten Scorer überhaupt.
In seiner NHL-Karriere erzielte er 894 Tore, 1963 Vorlagen und somit 2857 Scorerpunkte. Damit belegt er in all diesen Kategorien den ersten Platz in der National Hockey League, wobei er im April 2025 in puncto erzielte Tore von Alexander Owetschkin eingeholt wurde. Wayne Gretzky hat fast alles gewonnen, was man im Eishockey auf Clubebene gewinnen kann, konnte aber mit dem Nationalteam nie Olympiasieger oder Weltmeister werden. Er wurde zehnmal mit der Art Ross Trophy als bester Torschütze der Saison, neunmal mit der Hart Memorial Trophy als wertvollster Spieler, zweimal mit der Conn Smythe Trophy als wertvollster Spieler in den Play-offs und fünfmal mit der Lady Byng Trophy als vorbildlichster Spieler ausgezeichnet. Er trat 18 Mal in Folge bei einem All-Star-Game auf. Zu diesem Zeitpunkt hielt er 61 NHL-Rekorde (40 in der regulären Saison, 15 in den Playoffs und sechs in All-Star-Games).
In seiner Laufbahn stand Gretzky am häufigsten gegen die Atlanta Flames bzw. Calgary Flames und Vancouver Canucks auf dem Eis, gegen welche er jeweils 117 Begegnungen in der regulären Saison absolvierte. Während er gegen die Winnipeg Jets bzw. Phoenix Coyotes mit 79 Treffern am häufigsten ins Tor traf, verbuchte der Kanadier gegen die Vancouver Canucks sowohl die meisten Torvorlagen (163) als auch die meisten Punkte (239). Einzig gegen die Florida Panthers erzielte er im Verlauf seiner Karriere im Durchschnitt weniger als einen Scorerpunkt, in 20 Spielen verbuchte er 17 Zähler.
Gretzky, der ungeachtet seiner zahlreichen Tore vielmehr als Vorbereiter hervorstach, blieb in 849 von 1487 Partien der regulären Saison ohne Torerfolg. In 449 Spielen traf er ein Mal, während der Linksschütze in 139 Begegnungen zwei Treffer erzielte. In vier Spielen schoss er fünf Tore. In 423 NHL-Spielen erzielte der Kanadier keine Torvorlage. Meistens erzielte er entweder einen Assist (489 Spiele) oder zwei Assists (351 Spiele). In einem Spiel erzielte er sechs Torvorlagen, in drei Spielen sogar sieben Torvorlagen. Lediglich in 266 NHL-Spielen war er an keinem Torerfolg beteiligt. In der Regel verbuchte er entweder einen (397 Spiele), zwei (365 Spiele) oder drei (242 Spiele) Scorerpunkte. Gretzky, der in 67 Begegnungen fünf Punkte erzielte, beendete sieben Partien mit sieben Scorerpunkten.
Gretzkys häufigste Mitspieler waren Jari Kurri (858 Spiele), Mark Messier (698 Spiele), Charlie Huddy (664 Spiele), Kevin Lowe (661 Spiele) und Dave Hunter (613 Spiele).
In seinen 1487 NHL-Spielen der regulären Saison kam Gretzky auf eine Bilanz von insgesamt 5089 abgefeuerten Schüssen aufs gegnerische Tor, seine 894 erzielten Treffer ergeben eine Erfolgsquote von 17,6 Prozent.

### International
Gretzky vertrat sein Heimatland Kanada sowohl auf Junioren- als auch auf Seniorenebene und nahm mit den Ahornblättern an insgesamt acht Turnieren teil. Für das Team Canada stand er erstmals bei der Junioren-Weltmeisterschaft 1978 auf dem Eis. Als 16-jähriger – und somit jüngster Teilnehmer des Wettbewerbs – absolvierte der Stürmer ein individuell erfolgreiches Turnier mit acht Treffern und neun Torvorlagen in sechs Begegnungen, verpasste mit der Mannschaft jedoch nach einer souveränen Vorrunde mit drei klaren Siegen den Turniergewinn. In der Finalrunde unterlag Kanada gegen die UdSSR und Schweden, der Sieg gegen die Tschechoslowakei führte schließlich zum Gewinn der Bronzemedaille. Als Topscorer der Junioren-Weltmeisterschaft wurde Gretzky neben der Berufung ins All-Star-Team auch mit der Ernennung zum besten Angreifer des Turniers ausgezeichnet.
Während der Off-Season erhielt Gretzky vom Management der Oilers die Erlaubnis, am im September 1981 in der zweiten Auflage stattfindenden Canada Cup teilzunehmen. Daraufhin debütierte der Stürmer auf Seniorenebene für die Kanadier beim Canada Cup 1981, bei dem die Mannschaft nach einer erfolgreichen Vorrunde im Endspiel gegen die UdSSR die einzige Turnierniederlage erlitt. Topscorer Gretzky, der in sieben Spielen zwölf Punkte verbucht hatte, durfte sich infolgedessen mit der Silbermedaille schmücken. Nach dem Turnier sprach er von einer der beschämendsten Niederlagen seiner Laufbahn und pflichtete bei, im Endspiel persönlich einen Fehlschlag erlitten zu haben. Bei der Weltmeisterschaft im Jahr darauf vertrat er sein Heimatland zum einzigen Mal auf Seniorenebene bei den Welttitelkämpfen. Nach einer unbefriedigenden Vorrunde, in der dem Team Canada lediglich äußerst knapp die Qualifikation für die Meisterrunde gelungen war, reichte es schließlich durch einen Sieg im letzten Spiel gegen Schweden zum Gewinn der Bronzemedaille. Hierfür hatte Gretzky je zwei Treffer und Vorlagen beigesteuert. Der Angreifer beendete das Turnier mit 14 Punkten als erfolgreichster Punktesammler und wurde ins All-Star-Team des Wettbewerbs berufen. Für den Canada Cup 1984 erhielt er abermals eine Berufung ins Team Canada. Erstmals führte Gretzky sein Heimatland als Mannschaftskapitän an, dieses Amt teilte er sich jedoch mit Larry Robinson. Erneut sicherte sich der Offensivakteur den Titel des Topscorers und gewann mit der Mannschaft erstmals in seiner Laufbahn bei einem internationalen Wettbewerb die Goldmedaille.
Der Canada Cup 1987, welcher als eines der besten und qualitativ hochwertigsten internationalen Turniere gilt, markierte den Höhepunkt in Gretzkys internationaler Laufbahn, als er zeitweise gemeinsam mit Pittsburghs Starstürmer Mario Lemieux in einer Angriffsreihe agierte und außerdem als alleiniger Mannschaftsführer aktiv war. Erst spät hatte er die Einladung fürs Turnier angenommen, befand sich allerdings auf dem Höhepunkt seiner sportlichen Leistungsfähigkeit. In der Finalserie, die im Best-of-Three-Format ausgespielt wurde, trafen die Kanadier auf den zweiten Turnierfavoriten UdSSR. Nach einer knappen Niederlage in der ersten Begegnung durch einen Treffer in der Verlängerung, gewannen die Kanadier die beiden folgenden Spiele und holten den Turniersieg. Der Siegtreffer durch Mario Lemieux fiel in der vorletzten Minute der regulären Spielzeit nach einem Zuspiel durch Gretzky. Bereits in der zweiten Begegnung hatte Lemieux auf Vorlage von Gretzky das siegbringende Tor erzielt. Das Duo hatte entscheidenden Anteil am Triumph der Ahornblätter; Lemieux wurde bester Torschütze des Wettbewerbs und Gretzky beendete es mit 18 Vorlagen als Topscorer. Nach dem Turnier sprach er vom qualitativ hochstehendsten Eishockey und von der besten Leistung, die der Stürmer jemals abgerufen habe. Der World Cup of Hockey 1996 stellte ein Novum in Gretzkys Laufbahn im Nationaltrikot dar, da er erstmals ein internationales Turnier mit der kanadischen Auswahl nicht als bester Punktesammler beendete. Team Canada unterlag in der im Best-of-Three-Modus ausgespielten Finalserie den Vereinigten Staaten und musste sich mit dem zweiten Platz begnügen.
Auch in den Canada Cup 1991 wurde der Linksschütze berufen, konnte jedoch im Gegensatz zum Turnier vier Jahre zuvor nicht auf seinen Sturmpartner Mario Lemieux zählen, der aufgrund einer Verletzung verhindert war. Die Kanadier bezwangen in der Finalserie in zwei Spielen die Vereinigten Staaten und Gretzky sicherte sich abermals neben der Auszeichnung für den besten Scorer auch eine Nominierung ins All-Star-Team des Wettbewerbs, obwohl er die letzte Partie des Turniers aufgrund einer Rückenverletzung – verursacht durch Gary Suters Crosscheck – verpasst hatte. Mit insgesamt 57 Punkten in 31 Canada-Cup-Spielen ist der Stürmer außerdem erfolgreichster Punktesammler in der Historie des Wettbewerbs. Für die Teilnahme an den Olympischen Winterspielen 1998 in Nagano waren erstmals NHL-Profis zugelassen und der Kanadier fand Aufnahme in den endgültigen Kader des Teams Canada. Das von großem Medieninteresse aus der kanadischen Heimat begleitete Turnier begann für die Mannschaft mit drei Siegen in der Gruppenphase optimal, doch im Halbfinale scheiterte Kanada gegen Tschechien im Shootout an einem überragenden Dominik Hašek. Den hochgehandelten Kanadiern, die neben Russland als Turnierfavorit gegolten hatten, gelang es auch nicht, im Spiel um Platz drei gegen Finnland die Erwartungen zu erfüllen. Nach einer weiteren Niederlage beendete Gretzky schließlich seinen letzten Wettbewerb im Nationaltrikot mit vier Assists, jedoch ohne Torerfolg und Medaillengewinn.
Insgesamt vertrat Gretzky sein Land vier Mal in Folge bei einem Turnier auf Seniorenebene als Mannschaftsführer (Canada Cup 1984, 1987 und 1991 + World Cup of Hockey 1996). Lediglich Ryan Smyth, der die Ahornblätter bei allen Weltmeisterschaften im Zeitraum von 2001 bis 2005 vertrat, war in dieser Beziehung erfolgreicher.
Seine internationalen Auftritte im Trikot der Ahornblätter wurden aus Anlass ihres 100-jährigen Bestehens 2008 mit der Wahl ins Centennial All-Star-Team der Internationalen Eishockey-Föderation gewürdigt.

## Nach dem Rücktritt

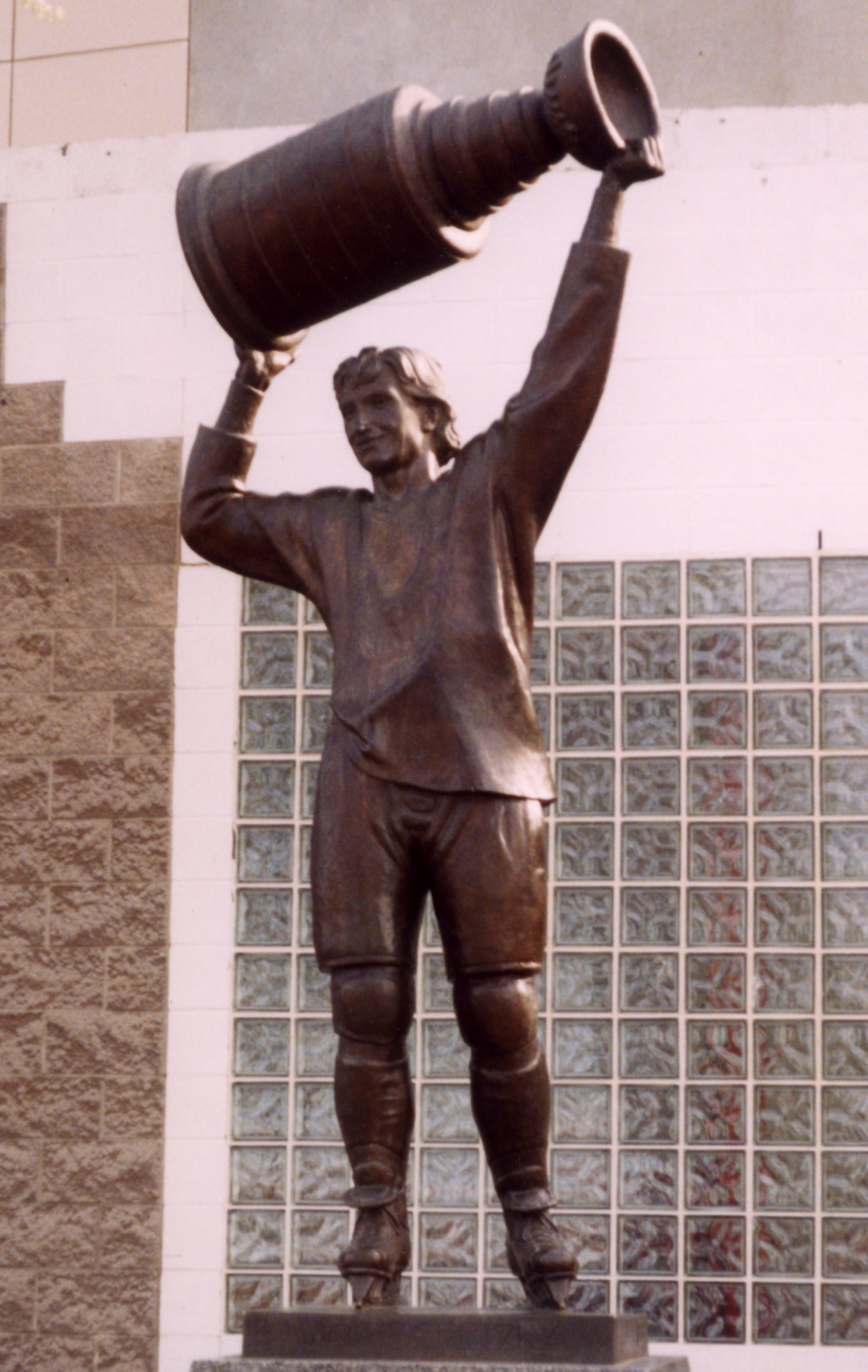
Eine Statue von Wayne Gretzky vor dem Eisstadion in Edmonton

Nur sieben Monate nach Beendigung seiner Karriere wurde Wayne Gretzky am 22. November 1999 – ohne die sonst übliche dreijährige Wartezeit – in die Hockey Hall of Fame aufgenommen. Zusätzlich ehrte die NHL ihren bisherig größten Spieler, indem sie seine Trikotnummer 99 in der gesamten Liga sperrte. Somit war Wayne Gretzky der letzte Spieler, der in der NHL diese Nummer auf dem Rücken trug. Am 5. Juni 2000 wurde ihm ein Ehrendoktor der Universität von Alberta verliehen.
Als der US-amerikanische Sportfernsehsender ESPN Ende des 20. Jahrhunderts die 100 bedeutendsten nordamerikanischen Sportler der vergangenen zehn Dekaden auswählte, wurde der Kanadier auf den fünften Platz gewählt. Lediglich die US-Amerikaner Michael Jordan, Babe Ruth, Muhammad Ali und Jim Brown wurden höher eingestuft.
Wayne Gretzky ist seit dem 15. Februar 2001 Mitbesitzer und war vom 8. August 2005 bis zum 24. September 2009 Cheftrainer der Phoenix Coyotes. Sein NHL-Debüt als Cheftrainer gab er am 5. Oktober 2005 gegen die Vancouver Canucks, der erste Sieg wurde beim dritten Saisonspiel gegen die Minnesota Wild erreicht. Im Dezember 2005 verließ er kurzfristig das Team, da seine Mutter Phyllis Gretzky an Lungenkrebs erkrankt war. Nachdem sie in einem Krankenhaus in Brantford, Ontario, verstorben war, kehrte der Kanadier nach Phoenix zurück. In allen seinen vier Saisons als Cheftrainer der Phoenix Coyotes scheiterte Gretzky daran, mit den Phoenix Coyotes die Playoffs zu erreichen.
Ferner ist er Besitzer einer Sportsbar „Wayne Gretzky’s“ in Toronto, Kanada (99, Blue Jays Way). Er hat die Wayne Gretzky Foundation gegründet, die benachteiligten Kindern die Möglichkeit geben soll, das Eishockeyspiel zu erlernen.
Außerdem fungierte Gretzky in der Funktion als geschäftsführender Direktor beim Dachverband Hockey Canada und gewann in dieser Position mit dem Team Canada bei den Olympischen Winterspielen 2002 in Salt Lake City und beim World Cup of Hockey 2004 die Goldmedaille. Bei der Eröffnungsfeier der Olympischen Winterspiele 2010 in Vancouver entzündete Wayne Gretzky gemeinsam mit Nancy Greene, Steve Nash und Boston-Bruins-Legende Bobby Orr das olympische Feuer.
Ihm zu Ehren erhielt im Oktober 1999 der Capilano Drive, eine der Hauptverkehrsadern in Edmonton, den Namen Wayne Gretzky Drive. In seiner Heimatstadt Brantford wurde die Park Road North in Wayne Gretzky Parkway und das North Park Recreation Centre in The Wayne Gretzky Sports Centre umbenannt.
Zusammen mit seinem Partner Bruce McNall besaß er Rennpferde. Saumarez gewann 1990 den Prix de l’Arc de Triomphe in Frankreich und Golden Pheasant gewann 1991 den Japan Cup.

## Erfolge und Auszeichnungen

### Ontario Major Junior Hockey League
- Emms Family Award: 1978
- William Hanley Trophy: 1978

### World Hockey Association
- Lou Kaplan Trophy: 1979
- WHA All-Star Game: 1979
- WHA Second All-Star Team: 1979

### National Hockey League
- Art Ross Trophy (10): 1981, 1982, 1983, 1984, 1985, 1986, 1987, 1990, 1991, 1994
- Charlie Conacher Humanitarian Award: 1980
- Conn Smythe Trophy (2): 1985, 1988
- Dodge/NHL Performer of the Year (3): 1985, 1986, 1987
- Hart Memorial Trophy (9): 1980, 1981, 1982, 1983, 1984, 1985, 1986, 1987, 1989
- Lady Byng Memorial Trophy (5): 1980, 1991, 1992, 1994, 1999
- Lester B. Pearson Award (5): 1982, 1983, 1984, 1985, 1987
- Lester Patrick Trophy: 1994
- NHL All-Star Game (18): 1980, 1981, 1982, 1983, 1984, 1985, 1986, 1988, 1989, 1990, 1991, 1992, 1993, 1994, 1996, 1997, 1998, 1999
- Most Valuable Player des NHL All-Star Game (3): 1983, 1989, 1999
- NHL First All-Star Team (8): 1981, 1982, 1983, 1984, 1985, 1986, 1987, 1991
- NHL Plus/Minus Award (3): 1984, 1985, 1987
- NHL Second All-Star Team (7): 1980, 1988, 1989, 1990, 1994, 1997, 1998
- NHL-Spieler des Monats (3): November 1987, Oktober 1989, Januar 1991
- Stanley-Cup-Gewinn mit den Edmonton Oilers (4): 1984, 1985, 1987, 1988

### Sonstige
- Aufnahme in die Hockey Hall of Fame: 1999

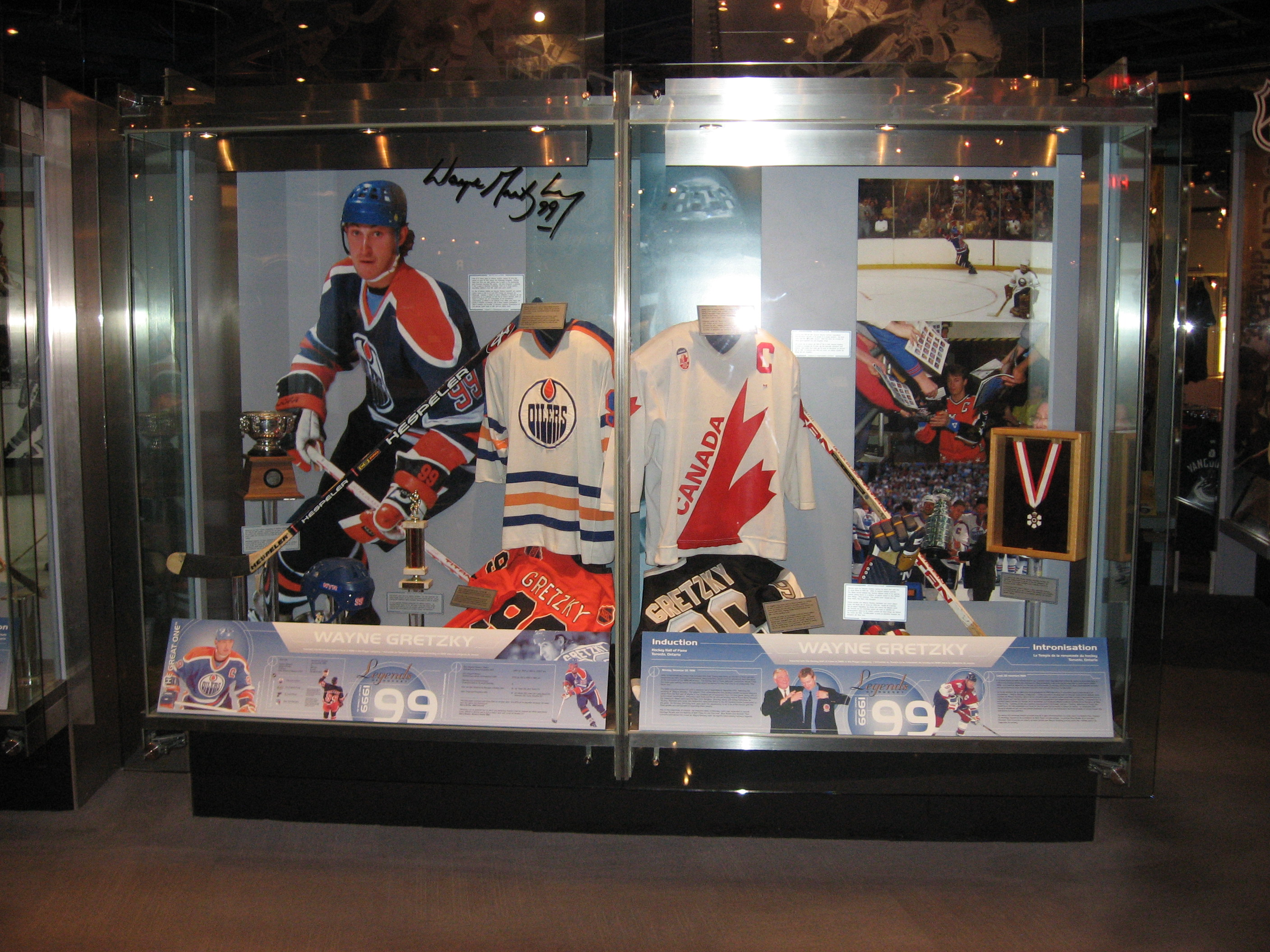
„The Great One“ in der HHOF

- Order of Hockey in Canada: 2012

### International
- All-Star-Team der Junioren-Weltmeisterschaft: 1978
- Bronzemedaille bei der Junioren-Weltmeisterschaft: 1978
- Bester Stürmer der Junioren-Weltmeisterschaft: 1978
- Bester Vorlagengeber der Junioren-Weltmeisterschaft (gemeinsam mit Bobby Crawford): 1978
- Topscorer der Junioren-Weltmeisterschaft: 1978
- Goldmedaille beim Canada Cup (3): 1984, 1987, 1991
- Silbermedaille beim Canada Cup: 1981
- Topscorer des Canada Cup (4): 1981, 1984, 1987, 1991
- Wertvollster Spieler des Canada Cup: 1987
- Bester Vorlagengeber des Canada Cup (2): 1987, 1991
- Bronzemedaille bei der Weltmeisterschaft: 1982
- Topscorer der Weltmeisterschaft: 1982
- All-Star-Team der Weltmeisterschaft: 1982
- Topscorer des Rendez-vous ’87: 1987
- Bester Vorlagengeber des Rendez-vous ’87: 1987
- Zweiter Platz beim World Cup of Hockey: 1996
- Aufnahme in die IIHF Hall of Fame: 2000
- IIHF Centennial All-Star-Team: 2008

## Karrierestatistik

### Als Spieler

#### NHL-Rekorde
Folgende NHL-Rekorde hielt Gretzky zum Zeitpunkt seines Karriereendes 1999 (40 in der regulären Saison, 15 in den Playoffs und sechs in NHL All-Star Games):

##### Reguläre Saison
- Meiste Tore, inklusive Playoffs: 1016 (894 in der regulären Saison und 122 Playoff-Tore)
- Meiste Tore in einer regulären Saison: 92 (Saison 1981/82, in 80 Spielen)
- Meiste Tore in einer Saison, inklusive Playoffs: 100 (Saison 1983/84, 87 Tore in 74 Spielen der regulären Saison und 13 Tore in 19 Playoff-Spielen)
- Meiste Tore in den ersten 50 Saisonspielen: 61 (Saison 1981/82 und 1983/84)
- Meiste Tore in einem Drittel: 4 (gemeinsam mit zehn weiteren Spielern)
- Meiste Assists: 1963 (in 1487 Spielen; 1,320 Assists pro Begegnung)
- Meiste Assists, inklusive Playoffs: 2223 (1963 in der regulären Saison und 260 in den Playoffs)
- Meiste Assists in einer regulären Saison: 163 (Saison 1985/86)
- Meiste Assists in einer Saison, inklusive Playoffs: 174 (Saison 1985/86; 163 Assists in 80 Spielen der regulären Saison und elf Assists in zehn Playoff-Spielen)
- Meiste Assists in einem Spiel: 7 (gemeinsam mit Billy Taylor)
- Meiste Assists in einem Auswärtsspiel: 7 (gemeinsam mit Billy Taylor)
- Meiste Punkte: 2857 (in 1487 Spielen der regulären Saison; 1,921 Punkte pro Begegnung)
- Meiste Punkte, inklusive Playoffs: 3239 (2857 Punkte in der regulären Saison und 382 Playoff-Punkte)
- Meiste Punkte in einer Saison: 215 (Saison 1985/86)
- Meiste Punkte in einer Saison, inklusive Playoffs: 255 (Saison 1984/85; 208 Punkte in 80 Spielen der regulären Saison und 47 Punkte in 18 Playoff-Spielen)
- Meiste Karriere-Assists in der Verlängerung: 15
- Meiste Karriere-Tore eines Centers: 894
- Meiste Saisontore eines Centers: 92 (Saison 1981/82 in 80 Spielen der regulären Saison)
- Meiste Karriere-Assists eines Centers: 1963
- Meiste Saison-Assists eines Centers: 163 (Saison 1985/86 in 80 Spielen der regulären Saison)
- Meiste Karriere-Punkte eines Centers: 2857
- Meiste Saison-Punkte eines Centers: 215 (Saison 1985/86 in 80 Spielen der regulären Saison)
- Meiste Assists in einem Spiel eines Akteurs in der ersten NHL-Saison: 7 (am 15. Februar 1980 beim 8:2-Sieg gegen die Washington Capitals)
- Beste Torquote in einer Saison: 1,18 (Saison 1983/84; 87 Tore in 74 Spielen der regulären Saison)
- Beste Assists-Karriere-Quote: 1,321 (1963 Assists in 1487 Spielen der regulären Saison)
- Beste Assistsquote in einer Saison: 2,04 (Saison 1985/86; 163 Assists in 80 Spielen der regulären Saison)
- Beste Punktequote in einer Saison: 2,77 (Saison 1983/84; 205 Punkte in 74 Spielen der regulären Saison)
- Meiste Saisons mit mindestens 40 Toren: 12 (von 20 Saisons)
- Meiste Saisons in Folge mit mindestens 40 Toren: 12 (Saisons 1979/80 bis 1990/91)
- Meiste Saisons mit mindestens 50 Toren: 9 (gemeinsam mit Mike Bossy)
- Meiste Saisons mit mindestens 60 Toren: 5 (gemeinsam mit Mike Bossy)
- Meiste Saisons in Folge mit mindestens 60 Toren: 4 (Saisons 1981/82 bis 1984/85)
- Meiste Saisons mit mindestens 100 Punkten: 15
- Meiste Saisons in Folge mit mindestens 100 Punkten: 13 (Saisons 1979/80 bis 1991/92)
- Meiste Karriere-Spiele mit mindestens drei Toren: 50 (37 Spiele mit drei Toren, neun Spiele mit vier Toren und vier Spiele mit fünf Toren)
- Meiste Saison-Spiele mit mindestens drei Toren: 10 (Saison 1981/82; sechs Spiele mit drei Toren, drei Spiele mit vier Toren und ein Spiel mit fünf Toren. Saison 1983/84; sechs Spiele mit drei Toren und vier Spiele mit vier Toren)
- Längste Assists-Serie: 23 Spiele (Saison 1990/91; 48 Assists)
- Längste Punkte-Serie: 51 Spiele (Saison 1983/84; von 5. Oktober 1983 bis 28. Januar 1984, 61 Tore und 92 Assists)
- Längste Punkte-Serie ab dem Saisonbeginn: 51 Spiele (Saison 1983/84; von 5. Oktober 1983 bis 28. Januar 1984, 61 Tore und 92 Assists)

##### Playoffs
- Meiste Karriere-Tore: 122
- Meiste Karriere-Assists: 260
- Meiste Assists in einer Serie (exklusiv Finalserie): 14 (gemeinsam mit Rick Middleton; 1985 im Conference-Finale gegen die Chicago Blackhawks)
- Meiste Assists in einer Finalserie: 10 (1988; in vier Spielen gegen die Boston Bruins)
- Meiste Assists in einem Spiel: 6 (gemeinsam mit Mikko Leinonen; am 9. April 1987 mit den Edmonton Oilers gegen die Los Angeles Kings)
- Meiste Assists in einem Drittel: 3 (fünf Mal; dieser Rekord wurde insgesamt in 70 Fällen erreicht)
- Meiste Karriere-Punkte: 382 (122 Tore und 260 Assists)
- Meiste Punkte in einem Jahr: 47 (1985; 17 Tore und 30 Assists in 18 Spielen)
- Meiste Punkte in einer Finalserie: 13 (1988; drei Tore und zehn Assists in vier Spielen gegen die Boston Bruins)
- Meiste Punkte in einem Drittel: 4 (gemeinsam mit neun weiteren Spielern; am 12. April 1987 mit den Edmonton Oilers gegen die Los Angeles Kings im dritten Drittel; ein Tor und drei Assists)
- Meiste Unterzahltore in einem Jahr: 3 (gemeinsam mit fünf weiteren Spielern; 1983, zwei Tore gegen die Winnipeg Jets im Division-Halbfinale, ein Tor gegen die Calgary Flames im Division-Finale)
- Meiste Unterzahltore in einem Spiel: 2 (gemeinsam mit acht weiteren Spielern; am 6. April 1983 mit den Edmonton Oilers gegen die Winnipeg Jets)
- Meiste Karriere-Siegtore: 24
- Meiste Spiele mit mindestens drei Toren: 10 (acht Spiele mit drei Toren, zwei Spiele mit vier Toren)

##### NHL All-Star Game
- Meiste Tore: 13 (in 17 Spielen)
- Meiste Tore in einem Spiel: 4 (gemeinsam mit drei weiteren Spielern; 1983 für die Campbell Conference)
- Meiste Tore in einem Drittel: 4 (1983; im dritten Drittel für die Campbell Conference)
- Meiste Karriere-Assists: 12 (gemeinsam mit vier weiteren Spielern)
- Meiste Karriere-Punkte: 25 (13 Tore und zwölf Assists in 17 Spielen)
- Meiste Punkte in einem Drittel: 4 (gemeinsam mit Mike Gartner und Adam Oates; 1983 im dritten Drittel mit vier Toren für die Campbell Conference)

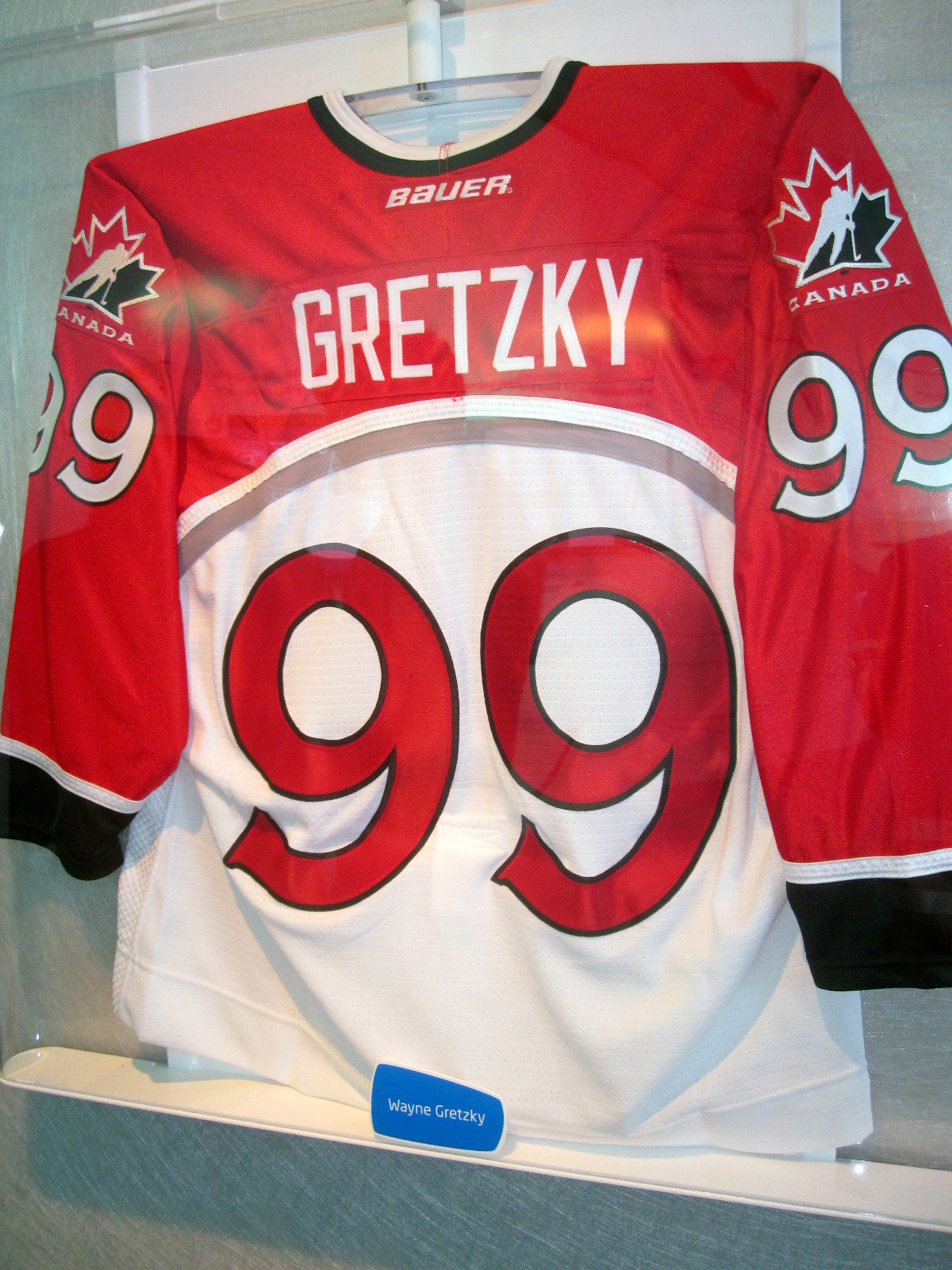
Gretzkys Nationaltrikot von den Olympischen Winterspielen 1998

#### Internationale Wettbewerbe
| Vertrat Kanada bei: - Junioren-Weltmeisterschaft 1978 - Canada Cup 1981 - Weltmeisterschaft 1982 - Canada Cup 1984 - Canada Cup 1987 - Canada Cup 1991 - World Cup of Hockey 1996 - Olympischen Winterspielen 1998 | Vertrat die World Hockey Association bei: - Soviet WHA Tour 1978 - WHA All-Stars gegen Dynamo Moskau 1979 Vertrat die National Hockey League bei: - Super Series 1982 - Rendez-vous ’87 |

(Legende zur Spielerstatistik: Sp oder GP = absolvierte Spiele; T oder G = erzielte Tore; V oder A = erzielte Assists; Pkt oder Pts = erzielte Scorerpunkte; SM oder PIM = erhaltene Strafminuten; +/− = Plus/Minus-Bilanz; PP = erzielte Überzahltore; SH = erzielte Unterzahltore; GW = erzielte Siegtore; 1 Play-downs/Relegation; Kursiv: Statistik nicht vollständig)

### Als Trainer
(Legende zur Trainerstatistik: Sp oder GC = Spiele insgesamt; W oder S = erzielte Siege; L oder N = erzielte Niederlagen; T oder U = erzielte Unentschieden; OTL oder OTN = erzielte Niederlagen nach Overtime oder Shootout; Pts oder Pkt = erzielte Punkte; Pts% oder Pkt% = Punktquote; Win% = Siegquote; Resultat = erreichte Runde in den Play-offs)

## Spielstil und Persönlichkeit
Neben seinen präzisen Schüssen und ausgezeichneten schlittschuhläuferischen Fähigkeiten ist auch Gretzkys beeindruckende Antizipation hervorzuheben. Laut Glen Sather, Cheftrainer der Edmonton Oilers, stachen besonders Gretzkys technische Fertigkeiten hervor. Ebenfalls wurden seine Führungsqualitäten und mannschaftsdienliche Spielweise auf dem Eis geschätzt sowie Gretzkys Hingabe und Leidenschaft. Seine einzigartige Spielweise als Passgeber hinter dem gegnerischen Tor brachte diesem Bereich des Spielfelds die Bezeichnung „Gretzky’s Office“ ein. Diese Fertigkeiten hatte er während seiner Zeit in der Junior B erworben, da der Stürmer physisch einem Großteil der Gegenspieler drastisch unterlegen war und deshalb für die Sturm-Position zentral vor dem Gehäuse als ungeeignet galt. Gretzkys damaliger Cheftrainer empfahl dem Angreifer stattdessen, hinters gegnerische Tor zu laufen und von dort aus schließlich entweder mittels Rückhandschuss in eigener Sache den Abschluss zu suchen oder einen freien Mitspieler vor dem Tor anzuspielen. Als der Kanadier gegen Ende der 1970er-Jahre erstmals in der National Hockey League auflief, dominierte allgemein eine körperbetonte Spielweise und grobe Gangart in der Liga, welche besonders von den Philadelphia Flyers – den sogenannten „Broad Street Bullies“ – praktiziert wurde. Gretzkys Engagement trug dazu bei, dass Kreativität, Scharfsinn auf dem Eis, technische Fertigkeiten und weitere spielerische Aspekte an Bedeutung gewannen und der harte Stil in den Hintergrund geriet.
Als Marcel Dionne von den Los Angeles Kings 1980 die Art Ross Trophy als bester Scorer der Liga gewann, registrierte Gretzky, dass die Anzahl der erzielten Tore bedeutender als die verbuchten Vorlagen eingestuft wurden, und stellte sich auf den Standpunkt, dass er Assists genauso stark wie Treffer gewichtete. Gretzky brachte mit dieser Aussage zum Ausdruck, es sei ebenso wesentlich für Mitspieler, Torerfolge vorzubereiten als in eigener Sache welche zu erzielen. Diese Haltung wird häufig auf sein vorbildliches Verhalten auf und neben dem Eis zurückgeführt, welche dem Kanadier mehrmals die Lady Byng Memorial Trophy einbrachte. Nach dem dritten Stanley-Cup-Sieg der Edmonton Oilers im Kalenderjahr 1987 lief Gretzky direkt nach der Pokalübergabe zu seinem Mannschaftskameraden Steve Smith hinüber und forderte den Verteidiger auf, als erster Akteur die Siegertrophäe in die Höhe zu stemmen. Ein Jahr zuvor hatte Smith durch ein Missgeschick im siebten Spiel der zweiten Playoffrunde gegen die Calgary Flames das Ausscheiden aus dem Wettbewerb der Oilers verschuldet. Diese Geste wird oftmals als Exempel für Gretzkys vorbildliches Verhalten eingeschätzt.
Bereits während seiner aktiven Laufbahn sprach er sich öffentlich gegen Faustkämpfe und Gewalt im Eishockey aus. Jedoch beteiligte sich der Stürmer im Verlauf seiner Karriere einige wenige Male an Schlägereien, unter anderem als ihm 1982 von der US-amerikanischen Sportzeitschrift Sports Illustrated an der Preisverleihung die Ehrung als Sportler des Jahres verliehen wurde. Gretzky, der sich in derselben Nacht mit Neal Broten von den Minnesota North Stars einen Kampf geliefert hatte, bezeichnete diese Aktion später als „dämlichste Tat meiner gesamten Karriere“. Abseits des Eises galt der Stürmer als selbstloser Mensch, der einen respektvollen Umgang mit Mannschaftskameraden und Gegenspielern pflegte.
Gretzky, der sich sozial engagiert, veranstaltete im Sommer 1984 ein eigenes Promi-Tennis-Wohltätigkeitsturnier, aus welchem er sich jedoch zurückziehen musste. Der Kanadier erholte sich von einer Operation, bei der ihm Knochensplitter aus dem Knöchel entfernt wurden. Außerdem ist er Athletenbotschafter der Entwicklungshilfeorganisation Right to Play.
Er ist mit dem US-amerikanischen Präsidenten Donald Trump befreundet und ist mehrfach bei Veranstaltungen von Trump zu Gast gewesen. Nachdem Trump im Zuge seiner zweiten Amtszeit mehrfach angekündigt hatte, Kanada zu einem US-Bundesstaat zu machen und vorschlug, Gretzky solle Premierminister (und später Gouverneur) von Kanada werden, büßte Gretzky Sympathien in seiner Heimat ein.

## Familie
Wayne Gretzky ist mit der US-amerikanischen Schauspielerin und Tänzerin Janet Jones verheiratet und hat mit ihr drei Söhne und zwei Töchter.
Er hatte Jones 1984 bei der Show Dance Fever kennengelernt, für die der Kanadier als einer der Juroren engagiert worden war. 1988 heiratete das Paar unter großem Medieninteresse in Edmonton. Gretzkys älteste Tochter Paulina (* 1988) arbeitet als Model und Pop-Sängerin. Nebenbei trat sie in mehreren Filmen als Schauspielerin auf.
Sein Vater Walter Gretzky (1938–2021) wurde im Dezember 2007 für seine Beiträge zum Minor-Eishockey in Kanada und für sein Engagement in diversen Wohltätigkeitsorganisationen mit dem Order of Canada, dem höchsten zivilen Verdienstorden des Landes, ausgezeichnet. Seine Mutter Phyllis Hockin (1941–2005) war 46 Jahre mit Walter Gretzky verheiratet und starb im Dezember 2005 an Lungenkrebs. Zwei seiner Brüder, Brent (13 NHL-Spiele) und Keith (vorwiegend in Minor Leagues), waren ebenfalls als professionelle Eishockeyspieler aktiv.